# Портрет на жена (мозайка)
„Портрет на жена“ (на италиански: Ritratto di donna) е подова мозайка с размери 24 х 19 см, изработена от парченца базалт и оцветен варовик, датирана от 20 – 45 г., изложена в Национален археологически музей в Неапол, Италия.

## История
Мозайката е открита при археологически разкопки в Къщата на Руфус в Помпей на 6 април 1898 г. и е извадена от първоначалното ѝ място, поставена в дървена рамка и изложена в Националния археологически музей в Неапол.
В черна рамка от четири реда парченца, на червеникав фон е изобразена женска глава с тъмна коса, събрана отзад на тила, големи изразителни очи, правилен нос, малка уста, а ушите и шията са украсени с бижута.

## Описание
Портретът възпроизвежда истинските особености на помпейска жена от висок ранг. Нейното ведро лице е обградено от блестяща тъмна коса, разделена на две симетрични ленти и събрана отзад на тила, според модата в този период. Ушите на изобразената матрона са украсени с бисерни обеци, а на врата ѝ са разположени редица перли с висулки в злато и скъпоценни камъни. Виждаме един реалистичен портрет с известни особености като леко извитата форма на носа и видимата асиметрия между двете половини на лицето. Тези различия са съвсем очевидни, ако съпоставим двете очи, само едното от тях с торбички и бръчки. Има известни предположения, че е портрет на жена, изобразена в два различни момента от нейното съществуване. Но най-вероятно разликите се дължат единствено на употребата на различни по големина парченца, съставляващи портрета.
Мозайката е била монтирана като емблема в центъра на един под, изработен в техника opus sectile (покриваща подова техника, състояща се в използването на мраморни или каменни плочи с различни цветове, подредени по такъв начин, че да формират геометрични фигури).